# Ctenothrissa
Ctenothrissa es un género extinto de peces actinopterigios del orden Ctenothrissiformes. Este género marino fue descrito científicamente por Woodward en 1899.

## Especies
Clasificación del género Ctenothrissa:
- † Ctenothrissa (Woodward 1899)
  - † Ctenothrissa microcephalus (Agassiz 1839)
  - † Ctenothrissa radians (Agassiz 1839)
  - † Ctenothrissa vexillifer (Pictet 1850)